# Vellerner Brook
Das Naturschutzgebiet Vellerner Brook liegt im Kreis Warendorf in Nordrhein-Westfalen. Das etwa 111 ha große Gebiet, das im Jahr 1995 unter Naturschutz gestellt wurde, erstreckt sich in drei Teilflächen nördlich von Vellern, einem Stadtteil von Beckum. Westlich und südlich verläuft die Landesstraße L 882 und südlich die A 2. Südwestlich liegt das 14 ha große Naturschutzgebiet Steinbruch Vellern.
Die Unterschutzstellung erfolgt zur Erhaltung und Entwicklung großflächig-zusammenhängender, naturnaher, meist kraut- und geophytenreicher Waldmeister-Buchenwälder auf basenreichen Standorten mit ihrer typischen Fauna in ihren verschiedenen Entwicklungsstufen/Altersphasen und in ihrer standörtlichen typischen Variationsbreite, inklusive ihrer Vorwälder, Gebüsch- und Staudenfluren sowie ihrer Waldränder.
Aus der schützenswerten Flora ist die Purpur-Orchis zu nennen, aus der schützenswerten Fauna sind es der Rotmilan und der Wespenbussard.